# Hospital Zonal de Trelew Dr. Adolfo Margara
El Hospital Zonal de Trelew Dr. Adolfo Margara es un hospital público de la ciudad de Trelew, en la provincia del Chubut, Argentina.

## Historia
El hospital es un establecimiento Nivel VI, cabecera de área sanitaria, que cuenta con el servicio de especialidades básicas. Adquirió su nombre en 1991.
Los antecedentes del hospital datan de 1913, cuando comenzó a funcionar en Trelew una Asistencia Pública Nacional del Chubut, dependiente del Departamento Nacional de Higiene.
En 1935 se alquiló una propiedad ubicada en la calle 28 de Julio al 200 para que funcionara la sala de Primeros Auxilios y Hospital Público que surgió como entidad municipal, por ello la municipalidad proveía los medicamentos y abonaba los sueldos a quienes trabajaban allí.
En 1937 la sala adquirió autonomía con la creación de una Asociación Protectora del Hospital Público y Sala de Primeros Auxilios, con el objetivo de adquirir fondos para la compra del inmueble donde funcionaba.
En 1959 el  médico Adolfo Margara gana por concurso la Dirección de la Sala de Primeros Auxilios como se llamaba por ese entonces.
En 1963 se inauguró parte del nuevo hospital, que consistía en consultorios y sección administrativa. En 1965 se inauguraron las salas de Ginecología y Obstetricia, Pediatría y el quirófano.
Entre 1968 y 1973 se agregaron nuevos servicios. Los que funcionan actualmente son: Cirugía y Traumatología, Ginecología y Obstetricia, Niños y Recién Nacidos, Clínica Médica, con una parte para Transmisibles y Psiquiatría.

## Especialidades
- Clínica médica
- Pediatría
- UTI
- UCIP
- Cirugía
- Traumatología
- Tocoginecología
- Neonatología
- Salud Mental